# Ribe Seminarium
Ribe Seminarium var et seminarium i Ribe til uddannelse af folkeskolelærere, som fandtes i perioden 1899-2009.

## Historie
Seminariet blev grundlagt 15. september 1899 af præsten Simon Hansen til uddannelse af folkeskolelærere.[kilde mangler] Først i 1912 fik seminariet egne bygninger, der stadig ligger på hjørnet af Seminarievej og Simon Hansens Vej i Ribe.[kilde mangler]
I 1918 blev seminariet statsseminarium for kvinder. Fra 1948 kunne mænd igen optages som seminarieelever. I 1967 fik seminariet HF-kursus, som i 2008 overgik til Ribe Katedralskole.[kilde mangler] I april 2007 besluttede undervisningsminister Bertel Haarder at nedlægge seminariet, således at læreruddannelsen i 2009 flyttede til Esbjerg som et fakultet under professionshøjskolen, og således blev der igen etableret et seminarium i Esbjerg.[kilde mangler]
I 2010 blev det besluttet at de 10.000 m2 bygninger skulle bruges som multihus.

## Forstandere
- 1918-1930 Johanne Louise Mohr (1869-1942), tidl. forstanderinde på Horsens Kvindeseminarium
- 1930-1949 Helge Haahr (1889-1949)
- 1949-1966 Svend Mogensen (1896-1988)
- 1966-1989 Niels Kyndrup (1919-2006)
- 1989-1993 Lars Runo Johansen (fra 1986 forstander for Esbjerg Seminarium, der i 1989 blev sammenlagt med Ribe Seminarium)
- 1993–2001 Tyge Skovgaard Christensen (født 1948)
- 2001-2005 Preben Astrup
- 2005-2009 Louise Maria Raunkjær (født 1968)

## Nogle lærere dimitteret fra seminariet
- 1948 Gurli Vibe Jensen (1924-2016), præst, missionær og forfatter
- 1955 Thorkild Simonsen (f. 1926), socialdemokratisk politiker, Aarhus' tidl. borgmester og indenrigsminister 1997-2000
- 1955 Ernst Vollertsen (1931-2008)
- 1961 Heinrich Schultz (f. 1938)
- 1964 Egon Clausen (f. 1940), forfatter
- 1968 Wolfgang Dibbern (1943-2015), efterskoleforstander[6]
- 2006 Anders Kronborg Henriksen
- 2006 Mikkel Højbjerg (f. 1993), ishockeyspiller

- Johanne Louise Mohr portrætteret af Agnes Smidt i 1929.